# Drum Horse
Un Drum Horse (en anglais : cheval-tambour) est, à l'origine, un grand cheval de trait de robe pie, destiné au portage lourd de deux gros tambours en argent pendant les défilés des Horse Guards britanniques.
En s'inspirant du modèle et de la robe de ces chevaux, plusieurs associations américaines et britanniques sélectionnent et enregistrent une race de chevaux du même nom, à partir de croisements entre le Shire, le Clydesdale et le Cob Gypsy.

## Histoire
Les Drum Horse des Horse Guards britanniques sont, à l'origine, des chevaux de parade choisis sur leurs capacités de portage lourd,. Une sélection de race de chevaux nommée Drum Horse démarre ensuite en s'inspirant du cheval porteur de tambour de la British Royal Household Cavalry, cette race restant en cours de sélection en 2016.

## Description
Le Drum Horse britannique est très généralement un cheval de race Shire.
Un Drum Horse américain peut être de tout modèle de cheval de trait, du trait léger au trait lourd. Il s'agit généralement d'un Clydesdale ou d'un Shire de robe de robe pie sur base noire ou baie, ou bien d'un Cob Gypsy. D'après le guide Delachaux, la taille moyenne est de 1,62 m. Le modèle est « athlétique et musclé ».
La tête présente un front large. L'encolure est allongée. Le poitrail est large. Les crins sont toujours très abondants, qu'il s'agisse de la crinière, de la queue ou des fanons, ces crins pouvant être lisses ou ondulés. Le tempérament est extrêmement calme.

### Robe
Toutes les couleurs de robe sont autorisées par le registre américain, mais la préférence va aux robes pies.

### Sélection
Un cheval répondant à ces critères peut être enregistré auprès de la Gypsy Cob and Drum Horse Association, de la Pinto Horse Association of America, ou de l′International Drum Horse Association[réf. nécessaire].

## Utilisations

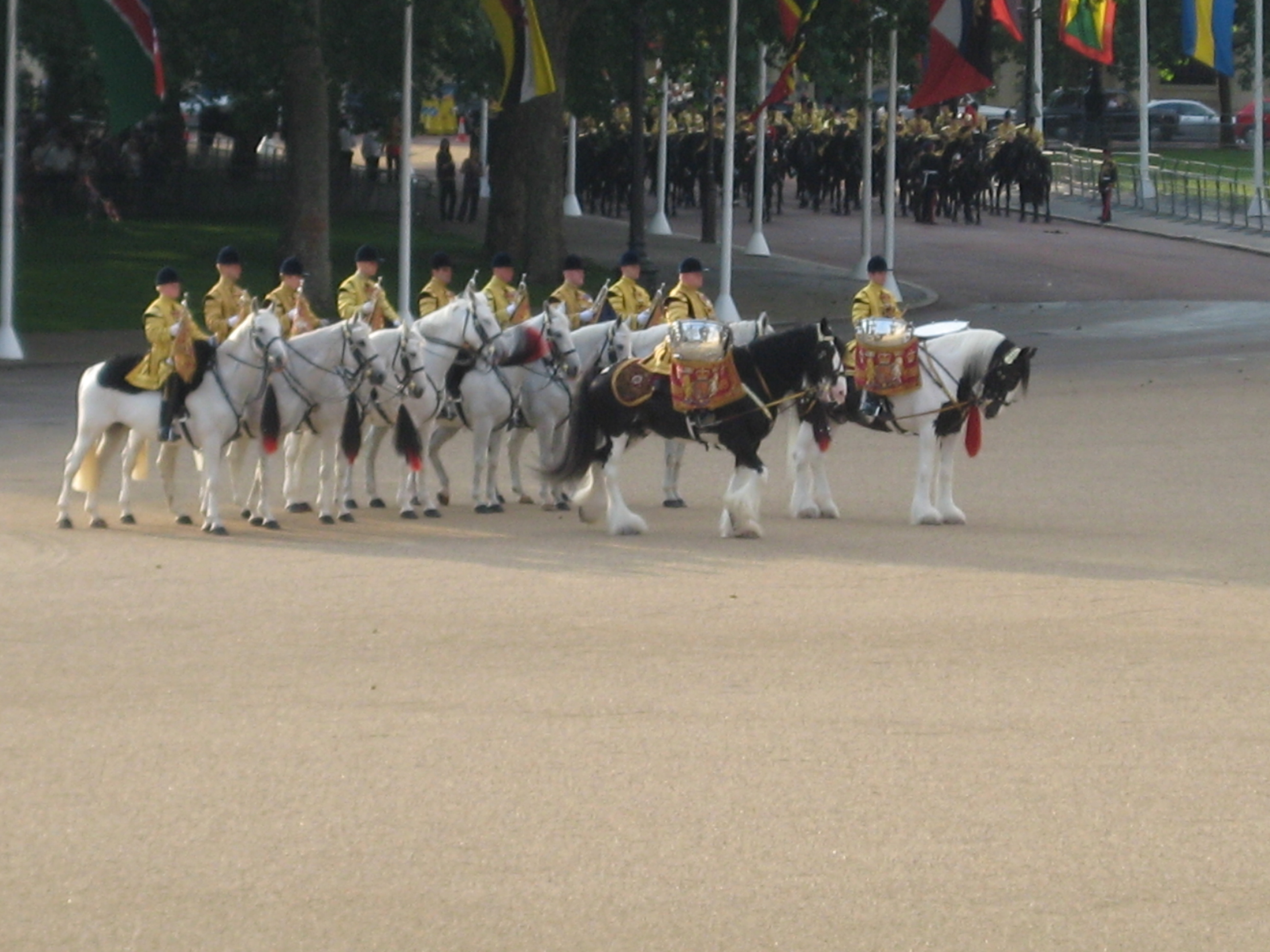
Deux Drum Horses britanniques en parade.

Les Drum Horse des Horse Guards britanniques sont sélectionnés sur leur capacité à porter deux gros tambours en argent, d'un poids total 45 kg, et à se laisser diriger par des rênes attachées aux pieds du cavalier. De plus, ils doivent être tolérants aux bruits.
La race en cours de sélection peut être montée ou attelée.

## Diffusion  de l'élevage
L′American Drum Horse est, comme son nom l'indique, sélectionné aux États-Unis. La sélection existe aussi en Grande-Bretagne. Ce type de chevaux reste extrêmement rare et à très faible effectifs.